# Nikołaj Biełochwostikow
Nikołaj Dmitrijewicz Biełochwostikow (ros. Никола́й Дми́триевич Белохво́стиков, ur. 1918, zm. 1984) – radziecki dyplomata.
W 1940 ukończył Moskiewski Instytut Filozofii, Literatury i Historii, a później Wyższą Szkołę Dyplomatyczną Ludowego Komisariatu Spraw Zagranicznych ZSRR, od 1942 pracował w Ludowym Komisariacie Spraw Zagranicznych ZSRR. Od 1944 I sekretarz Ambasady ZSRR w Kanadzie, 1945-1949 Chargé d'affaires ZSRR w Kanadzie i radca Ambasady ZSRR w Kanadzie, 1949-1952 pomocnik kierownika Wydziału II Europejskiego Ministerstwa Spraw Zagranicznych ZSRR. Od sierpnia 1952 do 1956 radca Ambasady ZSRR w W. Brytanii, 1956-1958 zastępca kierownika Wydziału II Europejskiego MSZ ZSRR, od 31 lipca 8 kwietnia 1967 ambasador nadzwyczajny i pełnomocny ZSRR w Szwecji, od 1968 szef Wydziału Państw Skandynawskich MSZ ZSRR.